# Begonia setulosa
Espèce
Synonymes
- Gireoudia setulosa (Bertol.) Klotzsch[1]

Begonia setulosa est une espèce de plantes de la famille des Begoniaceae.
L'espèce fait partie de la section Gireoudia.
Elle a été décrite en 1840 par Antonio Bertoloni (1775-1869).

## Répartition géographique
Cette espèce est originaire du pays suivant : Guatemala.